# Ílton Vaccari
Ílton Vaccari, właśc. Ílton Celestino Vaccari lub Hílton Vaccari (ur. 25 października 1934 w Rio de Janeiro) – brazylijski piłkarz, występujący na pozycji ofensywnego pomocnika.

## Kariera klubowa
Karierę piłkarską Ílton Vaccari rozpoczął w Bangu AC w 1954 roku. W latach 1958–1960 występował w lokalnym rywalu - Américe Rio de Janeiro. Z Américą zdobył mistrzostwo stanu Rio de Janeiro – Campeonato Carioca w 1960. Ostatnim klubem w jego karierze był Guarani FC, gdzie pożegnał się z futbolem w 1965 roku.

## Kariera reprezentacyjna
W reprezentacji Brazylii Ílton Vaccari zadebiutował 17 czerwca 1956 w wygranym 5-2 meczu z reprezentacją Paragwaju, którego stawką było Copa Oswaldo Cruz 1956. Był to udany debiut, gdyż Ílton strzelił bramkę. Tydzień później wystąpił w meczu w reprezentacji z Urugwajem w Copa del Atlantico 1956, który Brazylia zdobyła. Później miał siedmioletnią przerwę w występach w reprezentacji. W 1963 roku uczestniczył w Copa América 1963, na której Brazylia zajęła czwarte miejsce. Ílton Vaccari na turnieju wystąpił we wszystkich sześciu meczach z Peru, Kolumbią, Paragwajem, Argentyną, Ekwadorem i Boliwią, który był jego ostatnim meczem w reprezentacji. Ogółem w reprezentacji wystąpił 9 razy i strzelił 1 bramkę.